# Brandon Sargeant
Brandon Sargeant (Stoke-on-Trent, 28 giugno 1997) è un giocatore di snooker inglese.

## Carriera

### 2012-2019
Brandon Sargeant partecipa per la prima volta ad un torneo del Main Tour alle pre-qualifiche del primo evento del Players Tour Championship 2012-2013, in cui perde 4-1 contro Andrew Milliard.
Nella stagione 2014-2015, prende parte al terzo evento dello European Tour, alle qualificazioni per l'Australian Goldfields Open, per l'International Championship e per il Campionato mondiale, dove viene sempre eliminato al primo turno.
Nel febbraio del 2016, raggiunge la finale dello European Championship Under-21, venendo battuto da Josh Boileau per 6-1.
Nel 2018-2019, Sargeant conquista il primo evento del Challenge Tour e viene sconfitto in finale nel quinto. Grazie alla continuità nei buoni piazzamenti, l'inglese l'inglese si classifica al 1º posto, guadagnandosi una carta d'accesso al Main Tour, per le stagioni 2019-2020 e 2020-2021.

### Stagione 2019-2020
Debutta tra i professionista qualificandosi per il Riga Masters, torneo nel quale esce al primo turno, per mano di Stuart Carrington. Sargeant conquista poi i trentaduesimi all'English Open e al Welsh Open. Allo Shoot-Out, l'inglese batte Eden Sharav ed Ali Carter nei primi due Round, ma viene eliminato da Shaun Murphy al terzo.

## Ranking[11]
| Stagione  | Ranking iniziale | Ranking finale |
| --------- | ---------------- | -------------- |
| 2019-2020 | Non classificato |                |